# Elpidia
Elpidia – imię żeńskie pochodzenia greckiego, które wywodzi się od słowa ελπις (elpis) – "nadzieja". Wśród patronów tego imienia – św. Elpidiusz, wspominany razem ze św. Eugeniuszem, Bazylim, Nestorem, Kapitonem i innymi świętymi.
Elpidia imieniny obchodzi 7 marca i 2 września.